# Nakskov Station
Nakskov Station er en dansk jernbanestation i Nakskov. Den er endestation på Lollandsbanen, som blev indviet 1. juli 1874. Den  har tidligere været endestation på to andre privatbaner: Nakskov-Kragenæs Jernbane (1915-67) og Nakskov-Rødby Jernbane (1926-53). Den nuværende stationsbygning er tegnet af Nakskov-arkitekten Einar Ørnsholt og indviet 24. november 1925.

## Nakskov Havnebane
I 1874 startede havnebanen som et spinkelt hestetrukket spor gennem Nørrevold ud til havnen. Havnebanen blev gradvist udvidet og flere steder anlagt som trestrenget og med normal- og smalsporede sidespor i forbindelse med anlæg af roebanerne. I 1918-19 blev havnebanen flyttet fra Nørrevold mod vest, så den gik gennem  mælkekondenseringsfabrikken "Kondensen". Havnebanen fik senere tilslutning til Rødbybanen ved Løjtoftevej, så den blev en ringbane, der løb gennem havnen og sukkerfabrikken. 
Havnebanens største kunder var Nakskov Skibsværft og sukkerfabrikken. En underleverandør til Vestas modtog de sidste godsvogne omkring 2004. Havnebestyrelsen besluttede 2. september 2008, at jernbanesporene kunne nedlægges. Havnebanens tracé er for det meste bevaret, og skinnerne ligger stadig på en stor del af banen. I efteråret 2017 blev skinnerne taget op langs Winchellsgade, og enkelte stykker blev lagt tilbage for at markere tracéet.
- Havnebanen grener fra Rødbybanen vest for Løjtoftevej
- Ved Winchellsgade deler havnebanen sig mod Sydkajen tv. og Havnegade th.
- Winchellsgade 2017: skinnerne taget op, enkelte stykker lagt tilbage som pynt
- Sporet til Sydkajen krydser Indrefjord
- Gennem hegnet ved Elvej ses sporet fra havnen ind mod Nakskov Station

- Wikimedia Commons har flere filer relateret til Nakskov Havnebane